# 要展示，不要叙述
“要展示，不要叙述”（英文：Show, don't tell）是一种可用于各类文学创作中的叙事技巧，让读者通过行动、对话、潜台词、思想、感觉和感受来体验故事，而不是通过作者的解说、总结和描述。该技巧强调作者应避免使用形容词来描述故事，而是展现场景画面，让读者可以自己得出结论。该技巧适用于所有形式的小说、非虚构作品、以及任何文艺作品，包括俳句和意象派诗歌，但其重要性在演讲、电影和剧本创作中尤为突出。 